# Bärvåg
En bärvåg är en våg med vilken man genom modulering av frekvens, amplitud eller fas kan överföra information. Vågen är som regel sinusformad.
Om modulationen är kontinuerlig kallas den analog; är modulationen diskontinuerlig (sker språngvis) kallas den digital.